# 中国人民解放军西南军区成都市军事管制委员会
中国人民解放军西南军区成都市军事管制委员会简称成都市军事管制委员会、成都市军管会，是1949年12月30日建立的成都市地方权力机构，接收国民政府，实施军事管制。驻成都市督院街原国民党四川省政府。

## 历史
根据《中国人民政治协商会议共同纲领》的规定，“凡人民解放军初解放的地方，应一律实行军事管制”。1949年11月22日，中共中央批准西北局的意见，成立中国人民解放军川西北临时军政委员会，主任贺龙，副主任王维舟、李井泉，统一指挥解放军第十八兵团及其他配合作战部队，并领导包括成都在内的川西北地区的党政军工作。1949年11月，第一野战军政治部从晋绥解放区南下干部、西北军干校、西北军大及解放军第十八兵团抽调干部筹建成都市军管会。编为中国人民解放军西北南下工作团，司令员朱玉庭、政委宋应，下编为梯队、大队。第十八兵团司令员兼政委周士第任成都市人民政府市长。1949年12月10日，川西北临时军政委员会发出关于组织成都市军管会和任命各接管部门负责人的决定。   
1950年11月15日经过普查，全市居民户数133,489户，人口539,839人。  

## 机构设置
- 成都市军管会主任李井泉
- 成都市军管会副主任周士第、王新亭、阎秀峰（原任绥蒙区人民政府副主席）
- 成都市军管会委员
- 成都市委：1950年4月12日成立。川西区党委第一书记李井泉兼任中共成都市委第一书记，宋应任市委第二书记，马识途任市委组织部长，叶石任市委宣传部长，曹振之任市委秘书长。委员有李井泉、宋应、马识途、桂绍彬、李宗林、赵方、米建书、曹振之、叶石、王永和、吴子瑜、彭塞、姜宝箴（女）等13人。
- 成都市人民政府：1950年1月6日成立。市长周士第，副市长阎秀峰、李宗林、米建书。军管期间市人民政府与市军管会合署办公。
- 成都市第一届各界人民代表会议：1950年3月16日至22日召开。出席会议的有成都市各界代表301名。大会通过了86项决议案，选举产生了由31人组成的成都市第一届各界人民代表会议协商委员会，李宗林任主席，米建书、黄宪章为副主席。
- 成都市警备司令部（第六十军兼）：司令员张祖谅，政治委员袁子钦，副司令员白天，副政治委员桂绍彬。1952年7月底成都市警备司令部结束，8月1日由四川省公安总队接替工作。
- 川西区党委成都市工会工作团：团长吴子瑜
- 川西区党委成都市妇女工作团：团长姜宝箴，副团长贾唯英，下设生产、组织、宣传、福利四个组。2月6日至7日，成都市召开妇女代表会议，成立成都市妇女联合会筹备委员会，选举姜宝箴等33人为筹委会委员，姜宝箴任主任。
- 中国新民主主义青年团川西地区成都市工作委员会：1950年1月12日成立。
- 军事管制委员会办公厅：主任廖家岷（原任第十八兵团司令部队列科科长）
- 军事管制委员会政务接管委员会：主任委员李宗林（贺龙的秘书）
  - 军事管制委员会司法处：1950年9月26日成立成都市人民法院，与军事管制委员会司法处一套班子、两块牌子，院长樊建德，赵念非（民主人士）、张中林任副院长。
- 军事管制委员会军事接管委员会：
- 军事管制委员会财经接管委员会：主任委员阎秀峰，副主任委员张韶方（原任晋西南行署任秘书长）[3]
  - 商业处：处长王廷弼
- 军事管制委员会文教接管委员会：主任委员杜心源（川西区党委宣传部长兼）。驻学道街原教育厅。
  - 新闻处：处长叶石，副处长杨效农兼《川西日报》副社长及总编，新华社川西分社负责人邵挺军，成都人民广播电台军代表沈以，新闻处办公室主任董明德。保留《工商导报》、《新民晚报》和《建设报》继续出版发行。《川西日报》1950年1月1日发刊。
  - 出版处
  - 文艺处
  - 教育处
- 军事管制委员会房产接管委员会：
- 军事管制委员会公安处：处长周仝(原任西北军区保卫部长，1950年2月1日调外交部任驻苏联海参崴总领事）/谷志标，副处长赵方（原绥蒙公安局局长）、秦传厚（原任第十八兵团保卫部长）、蔡洪（原任西南军区司令部作战处副处长）。内设一室（办公室，主任刘佑东，副主任于逢泽）、二室（政保）、四室（治安行政，下辖警政科、治安科、警法科）、五室（后勤供给）及公安大队（晋绥军区警卫二团改编）。
  - 1950年3月28日成立成都市公安局，川西区公安厅副厅长赵方兼局长。至1951年10月24日，成都市军管会公安处、川西行署公安处（厅）、成都市公安局为三个机构一套组织成员。
- 军事管制委员会侨务处：